# Ocastro
Ocastro (oficialmente San Mamede do Castro) es una parroquia española del municipio de Silleda, perteneciente a la provincia de Pontevedra, en la comunidad autónoma de Galicia. En 2022, tenía empadronados 73 habitantes.